# Christian Manen
Pour les articles homonymes, voir Manen.
Christian Manen, né le 3 juillet 1934 à Boulogne-Billancourt et mort le 11 septembre 2020 à Trie-Château,, est un compositeur et enseignant en musique français.
Il a composé environ 140 pièces, dont de la musique orchestrale et de chambre, des motets et d'autres œuvres vocales et chorales, ainsi que des partitions à but pédagogique.

## Biographie
Christian Manen a étudié au conservatoire de Nice, puis entre 1949 et 1961 au Conservatoire national de musique à Paris. Il y a étudié auprès de Berthe Duru (solfège), Jules Gentil (piano), Félix Passerone (percussions), Marcel Dupré et Rolande Falcinelli (orgue et improvisation), Louis Fourestier (direction d'orchestre), Noël Gallon (contrepoint et fugue), Henri Challan (harmonie), Norbert Dufourcq (histoire de la musique) et Tony Aubin (composition). En 1961, sa cantate La Loreley lui fait gagner le Prix de Rome, ce qui lui permet de séjourner à partir de 1965 à la Villa Médicis de Rome.
À partir de 1954, il enseigne au conservatoire d'Asnières, et à partir de 1965 également au Conservatoire national supérieur de musique à Paris. À côté, il donne par ailleurs des cours au conservatoire national de région de Paris et d'autres écoles de musique, dont l'École César-Franck. Depuis 1985, il donne régulièrement des conférences à l'Académie internationale d'été de Nice.
En 1970, il fonde l'orchestre des cadets d'Asnières, qu'il dirige jusqu'en 1999 et avec lequel il offre presque une centaine de concerts à Paris, en Europe et aux États-Unis. Pendant plusieurs années il dirige aussi l'orchestre national turc à Istanbul. Il a également joué comme organiste dans de nombreuses églises parisiennes. En 1999, il prend sa retraite de l'enseignement.
Son fils Michaël est conseiller municipal d'Aimargues entre 2014 et 2020.